# Afrocarpus
Genre
Classification phylogénétique
Selon Catalogue of Life :
- Afrocarpus dawei
- Afrocarpus falcatus
- Afrocarpus gaussenii
- Afrocarpus gracilior
- Afrocarpus mannii
- Afrocarpus usambarensis